# Kurzbahneuropameisterschaften 1999
| Kurzbahneuropameisterschaften 1999 | Kurzbahneuropameisterschaften 1999 |
| ---------------------------------- | ---------------------------------- |
| Veranstaltungsort                  | Lissabon                           |
| Teilnehmende Nationen              |                                    |
| Teilnehmende Athleten              |                                    |
| Entscheidungen                     | 38                                 |
| Eröffnung                          | 9. Dezember 1999                   |
| Abschluss                          | 12. Dezember 1999                  |

| Medaillenspiegel | Medaillenspiegel                   | Medaillenspiegel | Medaillenspiegel | Medaillenspiegel | Medaillenspiegel |
| Platz            | Land                               | G                | S                | B                | Gesamt           |
| ---------------- | ---------------------------------- | ---------------- | ---------------- | ---------------- | ---------------- |
| 1                | Schweden                           | 10               | 6                | 1                | 17               |
| 2                | Deutschland                        | 5                | 13               | 8                | 26               |
| 3                | Ukraine                            | 5                | 1                | 3                | 9                |
| 4                | Vereinigtes Königreich             | 3                | 3                | 9                | 15               |
| 5                | Niederlande                        | 3                | 1                | 2                | 6                |
| 6                | Spanien                            | 2                | 2                | 1                | 5                |
| 7                | Kroatien Slowakei                  | 2                | 1                | 0                | 3                |
| 9                | Island                             | 2                | 0                | 0                | 2                |
| 10               | Dänemark Italien                   | 1                | 1                | 2                | 4                |
| 12               | Belgien Russland                   | 1                | 0                | 1                | 2                |
| 14               | Frankreich                         | 1                | 0                | 0                | 1                |
| 15               | Ungarn                             | 0                | 3                | 0                | 3                |
| 16               | Portugal Schweiz Slowenien Belarus | 0                | 1                | 1                | 2                |
| 20               | Türkei                             | 0                | 1                | 0                | 1                |
| 21               | Finnland Israel Tschechien         | 0                | 0                | 1                | 1                |

Die Kurzbahneuropameisterschaften 1999 im Schwimmen fanden vom 9. bis 12. Dezember 1999 in Lissabon statt und wurden vom europäischen Schwimmverband LEN organisiert.
Die Wettkämpfe fanden im Complexo Desportivo do Jamor statt.

## Zeichenerklärung
- WR – Weltrekord
- ER – Europarekord

## Schwimmen Männer

### Freistil

#### 50 m Freistil
| Platz | Land            | Athlet                    | Zeit     |
| ----- | --------------- | ------------------------- | -------- |
| 1     | Verein. Königr. | Mark Foster               | 00:21,71 |
| 2     | Niederlande     | Pieter van den Hoogenband | 00:21,79 |
| 3     | Italien         | Lorenzo Vismara           | 00:21,83 |

#### 100 m Freistil
| Platz | Land        | Athlet                    | Zeit     |
| ----- | ----------- | ------------------------- | -------- |
| 1     | Niederlande | Pieter van den Hoogenband | 00:47,20 |
| 2     | Schweden    | Lars Frölander            | 00:47,86 |
| 3     | Schweiz     | Karel Novy                | 00:48,44 |

#### 200 m Freistil
| Platz | Land        | Athlet                    | Zeit     |
| ----- | ----------- | ------------------------- | -------- |
| 1     | Niederlande | Pieter van den Hoogenband | 01:44,34 |
| 2     | Italien     | Massimiliano Rosolino     | 01:45,22 |
| 3     | Deutschland | Stefan Herbst             | 01:46,09 |

#### 400 m Freistil
| Platz | Land            | Athlet                | Zeit     |
| ----- | --------------- | --------------------- | -------- |
| 1     | Italien         | Massimiliano Rosolino | 03:42,00 |
| 2     | Deutschland     | Jörg Hoffmann         | 03:42,88 |
| 3     | Verein. Königr. | James Salter          | 03:43,48 |

#### 1500 m Freistil
| Platz | Land        | Athlet             | Zeit     |
| ----- | ----------- | ------------------ | -------- |
| 1     | Ukraine     | Ihor Tscherwynskyj | 14:42,05 |
| 2     | Deutschland | Jörg Hoffmann      | 14:45,71 |
| 3     | Spanien     | Teo Edo            | 14:59,43 |

### Schmetterling

#### 50 m Schmetterling
| Platz | Land     | Athlet          | Zeit     |
| ----- | -------- | --------------- | -------- |
| 1     | Kroatien | Miloš Milošević | 00:23,35 |
| 1     | Schweden | Lars Frölander  | 00:23,35 |
| 3     | Finnland | Jere Hård       | 00:23,81 |

#### 100 m Schmetterling
| Platz | Land            | Athlet          | Zeit     |
| ----- | --------------- | --------------- | -------- |
| 1     | Schweden        | Lars Frölander  | 00:51,19 |
| 2     | Verein. Königr. | James Hickman   | 00:51,43 |
| 3     | Ukraine         | Denys Sylantjew | 00:52,01 |

#### 200 m Schmetterling
| Platz | Land            | Athlet          | Zeit     |
| ----- | --------------- | --------------- | -------- |
| 1     | Verein. Königr. | James Hickman   | 01:53,52 |
| 2     | Deutschland     | Thomas Rupprath | 01:54,43 |
| 3     | Ukraine         | Denys Sylantjew | 01:54,86 |

### Rücken

#### 50 m Rücken
| Platz | Land        | Athlet             | Zeit     |
| ----- | ----------- | ------------------ | -------- |
| 1     | Kroatien    | Miro Žeravica      | 00:24,70 |
| 2     | Kroatien    | Tomislav Karlo     | 00:24,72 |
| 3     | Deutschland | Sebastian Halgasch | 00:24,79 |

#### 100 m Rücken
| Platz | Land    | Athlet                  | Zeit     |
| ----- | ------- | ----------------------- | -------- |
| 1     | Island  | Örn Arnarson            | 00:53,13 |
| 2     | Türkei  | Derya Büyükuncu         | 00:53,17 |
| 3     | Ukraine | Wolodymyr Nikolajtschuk | 00:53,27 |

#### 200 m Rücken
| Platz | Land            | Athlet        | Zeit     |
| ----- | --------------- | ------------- | -------- |
| 1     | Island          | Örn Arnarson  | 01:54,23 |
| 2     | Deutschland     | Jirka Letzin  | 01:55,19 |
| 3     | Verein. Königr. | Adam Ruckwood | 01:55,25 |

### Brust

#### 50 m Brust
| Platz | Land        | Athlet        | Zeit     |
| ----- | ----------- | ------------- | -------- |
| 1     | Deutschland | Mark Warnecke | 00:27,10 |
| 2     | Ukraine     | Oleh Lissohor | 00:27,37 |
| 3     | Russland    | Roman Sludnow | 00:27,38 |

#### 100 m Brust
| Platz | Land     | Athlet          | Zeit     |
| ----- | -------- | --------------- | -------- |
| 1     | Russland | Roman Sludnow   | 00:58,85 |
| 2     | Schweden | Patrik Isaksson | 00:59,32 |
| 3     | Portugal | José Couto      | 00:59,70 |

#### 200 m Brust
| Platz | Land            | Athlet         | Zeit     |
| ----- | --------------- | -------------- | -------- |
| 1     | Frankreich      | Stéphan Perrot | 02:07,82 |
| 2     | Portugal        | José Couto     | 02:09,98 |
| 3     | Verein. Königr. | Adam Whitehead | 02:08,86 |

### Lagen

#### 100 m Lagen
| Platz | Land        | Athlet       | Zeit     |
| ----- | ----------- | ------------ | -------- |
| 1     | Deutschland | Jens Kruppa  | 00:53,93 |
| 2     | Slowenien   | Peter Mankoč | 00:54,27 |
| 3     | Niederlande | Marcel Wouda | 00:54,38 |

#### 200 m Lagen
| Platz | Land        | Athlet                | Zeit     |
| ----- | ----------- | --------------------- | -------- |
| 1     | Niederlande | Marcel Wouda          | 01:56,46 |
| 2     | Deutschland | Jirka Letzin          | 01:58,23 |
| 3     | Italien     | Massimiliano Rosolino | 01:58,57 |

#### 400 m Lagen
| Platz | Land        | Athlet         | Zeit     |
| ----- | ----------- | -------------- | -------- |
| 1     | Spanien     | Frederik Hviid | 04:08,85 |
| 2     | Deutschland | Jirka Letzin   | 04:09,85 |
| 3     | Israel      | Michael Halika | 04:12,25 |

### Staffel

#### Staffel 4 × 50 m Freistil
| Platz | Land        | Athleten                                                                      | Zeit     |
| ----- | ----------- | ----------------------------------------------------------------------------- | -------- |
| 1     | Schweden    | - Claes Andersson - Stefan Nystrand - Lars Frölander - Daniel Carlsson        | 01:27,12 |
| 2     | Deutschland | - Mitja Zastrow - Alexander Lüderitz - Stephan Kunzelmann - Kai Hanschmann    | 01:27,76 |
| 3     | Niederlande | - Dennis Rijnbeek - Stefan Aartsen - Marcel Wouda - Pieter van den Hoogenband | 01:27,95 |

#### Staffel 4 × 50 m Lagen
| Platz | Land            | Athleten                                                                    | Zeit     |
| ----- | --------------- | --------------------------------------------------------------------------- | -------- |
| 1     | Schweden        | - Daniel Carlsson - Patrik Isaksson - Lars Frölander - Stefan Nystrand      | 01:36,00 |
| 2     | Deutschland     | - Sebastian Halgasch - Mark Warnecke - Thomas Rupprath - Alexander Lüderitz | 01:36,56 |
| 3     | Verein. Königr. | - Neil Willey - Darren Mew - James Hickman - Mark Foster                    | 01:36,78 |

## Schwimmen Frauen

### Freistil

#### 50 m Freistil
| Platz | Land            | Athlet                | Zeit        |
| ----- | --------------- | --------------------- | ----------- |
| 1     | Schweden        | Therese Alshammar     | 00:24,09 WR |
| 2     | Schweden        | Anna-Karin Kammerling | 00:24,90    |
| 2     | Verein. Königr. | Sue Rolph             | 00:24,90    |

#### 100 m Freistil
| Platz | Land            | Athlet            | Zeit        |
| ----- | --------------- | ----------------- | ----------- |
| 1     | Schweden        | Therese Alshammar | 00:52,80 WR |
| 2     | Verein. Königr. | Sue Rolph         | 00:53,26    |
| 3     | Deutschland     | Sandra Völker     | 00:53,34    |

#### 200 m Freistil
| Platz | Land     | Athlet                | Zeit     |
| ----- | -------- | --------------------- | -------- |
| 1     | Slowakei | Martina Moravcová     | 01:56,28 |
| 2     | Schweden | Josefin Lillhage      | 01:57,15 |
| 3     | Belarus  | Natallja Baranouskaja | 01:57,33 |

#### 400 m Freistil
| Platz | Land        | Athlet                | Zeit     |
| ----- | ----------- | --------------------- | -------- |
| 1     | Ukraine     | Jana Klotschkowa      | 04:05,12 |
| 2     | Belarus     | Natallja Baranouskaja | 04:06,13 |
| 3     | Deutschland | Silvia Szalai         | 04:06,48 |

#### 800 m Freistil
| Platz | Land        | Athlet           | Zeit     |
| ----- | ----------- | ---------------- | -------- |
| 1     | Ukraine     | Jana Klotschkowa | 08:22,37 |
| 2     | Schweiz     | Flavia Rigamonti | 08:25,82 |
| 3     | Deutschland | Jana Henke       | 08:28,89 |

### Schmetterling

#### 50 m Schmetterling
| Platz | Land            | Athlet                | Zeit        |
| ----- | --------------- | --------------------- | ----------- |
| 1     | Schweden        | Anna-Karin Kammerling | 00:25,64 WR |
| 2     | Schweden        | Johanna Sjöberg       | 00:26,42    |
| 3     | Verein. Königr. | Nicola Jackson        | 00:27,17    |

#### 100 m Schmetterling
| Platz | Land     | Athlet          | Zeit     |
| ----- | -------- | --------------- | -------- |
| 1     | Schweden | Johanna Sjöberg | 00:57,73 |
| 2     | Dänemark | Mette Jacobsen  | 00:59,11 |
| 3     | Dänemark | Sophia Skou     | 00:58,80 |

#### 200 m Schmetterling
| Platz | Land     | Athlet          | Zeit     |
| ----- | -------- | --------------- | -------- |
| 1     | Dänemark | Mette Jacobsen  | 02:06,87 |
| 2     | Schweden | Johanna Sjöberg | 02:08,62 |
| 3     | Dänemark | Sophia Skou     | 02:09,33 |

### Rücken

#### 50 m Rücken
| Platz | Land        | Athlet              | Zeit     |
| ----- | ----------- | ------------------- | -------- |
| 1     | Deutschland | Sandra Völker       | 00:27,84 |
| 2     | Spanien     | Nina Schiwanewskaja | 00:28,24 |
| 3     | Deutschland | Antje Buschschulte  | 00:28,35 |

#### 100 m Rücken
| Platz | Land            | Athlet              | Zeit     |
| ----- | --------------- | ------------------- | -------- |
| 1     | Spanien         | Nina Schiwanewskaja | 00:59,87 |
| 2     | Deutschland     | Antje Buschschulte  | 01:00,08 |
| 3     | Verein. Königr. | Sarah Price         | 01:00,88 |

#### 200 m Rücken
| Platz | Land        | Athlet              | Zeit     |
| ----- | ----------- | ------------------- | -------- |
| 1     | Deutschland | Antje Buschschulte  | 02:08,11 |
| 2     | Spanien     | Nina Schiwanewskaja | 02:09,47 |
| 3     | Deutschland | Nicole Hetzer       | 02:09,62 |

### Brust

#### 50 m Brust
| Platz | Land            | Athlet        | Zeit     |
| ----- | --------------- | ------------- | -------- |
| 1     | Verein. Königr. | Zoe Baker     | 00:31,40 |
| 2     | Ungarn          | Ágnes Kovács  | 00:31,49 |
| 3     | Deutschland     | Janne Schäfer | 00:31,95 |

#### 100 m Brust
| Platz | Land     | Athlet         | Zeit     |
| ----- | -------- | -------------- | -------- |
| 1     | Belgien  | Brigitte Becue | 01:08,15 |
| 2     | Ungarn   | Ágnes Kovács   | 01:08,30 |
| 3     | Schweden | Emma Igelström | 01:08,74 |

#### 200 m Brust
| Platz | Land        | Athlet         | Zeit     |
| ----- | ----------- | -------------- | -------- |
| 1     | Deutschland | Anne Poleska   | 02:24,78 |
| 2     | Ungarn      | Ágnes Kovács   | 02:25,41 |
| 3     | Belgien     | Brigitte Becue | 02:26,82 |

### Lagen

#### 100 m Lagen
| Platz | Land        | Athlet            | Zeit     |
| ----- | ----------- | ----------------- | -------- |
| 1     | Slowakei    | Martina Moravcová | 01:00,78 |
| 2     | Deutschland | Annika Mehlhorn   | 01:01,82 |
| 3     | Slowenien   | Nataša Kejžar     | 01:02,16 |

#### 200 m Lagen
| Platz | Land            | Athlet            | Zeit     |
| ----- | --------------- | ----------------- | -------- |
| 1     | Ukraine         | Jana Klotschkowa  | 02:09,08 |
| 2     | Slowakei        | Martina Moravcová | 02:09,25 |
| 3     | Verein. Königr. | Sue Rolph         | 02:11,29 |

#### 400 m Lagen
| Platz | Land        | Athlet           | Zeit     |
| ----- | ----------- | ---------------- | -------- |
| 1     | Ukraine     | Jana Klotschkowa | 04:34,07 |
| 2     | Deutschland | Nicole Hetzer    | 04:37,47 |
| 3     | Tschechien  | Hana Černá       | 04:37,74 |

### Staffel

#### Staffel 4 × 50 m Freistil
| Platz | Land            | Athleten                                                                         | Zeit        |
| ----- | --------------- | -------------------------------------------------------------------------------- | ----------- |
| 1     | Schweden        | - Johanna Sjöberg - Therese Alshammar - Anna-Karin Kammerling - Malin Svahnström | 01:38,45 WR |
| 2     | Deutschland     | - Katrin Meißner - Simone Osygus - Sandra Völker - Britta Steffen                | 01:39,21    |
| 3     | Verein. Königr. | - Alison Sheppard - Nicola Jackson - Karen Pickering - Sue Rolph                 | 01:39,93    |

#### Staffel 4 × 50 m Lagen
| Platz | Land            | Athleten                                                                       | Zeit        |
| ----- | --------------- | ------------------------------------------------------------------------------ | ----------- |
| 1     | Schweden        | - Therese Alshammar - Emma Igelström - Johanna Sjöberg - Anna-Karin Kammerling | 01:49,47 WR |
| 2     | Deutschland     | - Sandra Völker - Janne Schäfer - Marietta Uhle - Katrin Meißner               | 01:49,87    |
| 3     | Verein. Königr. | - Katy Sexton - Zoe Baker - Nicola Jackson - Sue Rolph                         | 01:51,64    |